# Zef Simoni
Zef Simoni (Shkodër, Albanië, 1 december 1928 - 21 februari 2009) was hulpbisschop van het rooms-katholieke aartsbisdom in de kerkprovincie Shkodër-Pult van de Katholieke Kerk in Albanië en titulair bisschop.  Hij werd vanwege zijn verzet tegen het communistisch regime gevangengezet, onder meer in gevangenissen en interneringskampen.
Hij werd tot priester gewijd in 1961 en benoemd tot hulpbisschop in 1992, beide keren in Shkodër. Begin 2004 ging hij met pensioen, vijf jaar later overleed hij. Hij ligt begraven bij de Kathedraal van Shkodër.